# Саді Карно (політик)
Саді́ Карно́ (повне ім'я Марі Франсуа Саді Карно, фр. Marie François Sadi Carnot фр.: [maʁi fʁɑ̃swa sadi kaʁno], 11 серпня 1837, Лімож — 24 червня 1894, Ліон) — французький інженер і політик, президент Французької республіки (1887—1894).
Онук генерала Лазара Карно і небіж знаменитого фізика Саді Карно, на честь якого отримав рідкісне ім'я. Батько, Іпполит Лазар Карно, був теж політиком.

## Інженерна діяльність
Здобув освіту в ліцеї Кондорсе, Політехнічній школі та Школі шляхів сполучення. Після навчання був відряджений у Верхню Савойю як завідувач громадськими роботами. Під час війни 1870 року Карно запропонував свої послуги тимчасовому уряду і представив йому модель вдосконаленої ним мітральєзи. Гамбетта рекомендував Карно Фрейсіне, при якому він перебував до 13 січня 1871 року, коли Гамбетта призначив його префектом Нижньої Сени і надзвичайним комісаром республіки в департаментах Нижньої Сени, Еро і Кальвадос. Стан справ прийняв в цій місцевості тривожний характер: прусські війська оволоділи Руаном і погрожували Дьєппу і Гавру. Карно разом з генералом Луазелєм енергійно зайнявся підготовкою захисту Гавра і склав план фортифікацій, який отримав схвалення фахівців. Коли міністрів-прибічників продовження війни змінив уряд Жуля Симона, який бажав негайного укладення миру, Карно, переконаний у необхідності боротися до останньої крайності, пішов у відставку.

## Початок політичної діяльністі
На виборах 8 лютого 1871 він був обраний від департаменту Кот-д'Ор у національні збори. При голосуванні Франкфуртського договору він подав голос проти нього і був одним зі 107 членів зборів, що відмовилися санкціонувати поступку Ельзасу та Лотарингії. Карно вступив до складу республіканської лівої і був одним із секретарів цієї групи. У 1873 р. він був обраний членом комісії для повірки виконання бюджету 1869 р., останнього при Імперії. Починаючи з 1871 р., Карно постійно обирався членом Генеральної ради в своєму рідному департаменті. Обраний у 1876 р. членом палати депутатів, Карно в 1876 і 1877 рр. також був членом бюджетної комісії і був доповідачем бюджету публічних робіт. В епоху кризи, яка ропочалася 16 травня 1877 р., Карно брав участь в маніфесті лівих груп палати і вотував недовіру кабінету Броя-Фурта у складі 363.

## В уряді
Будучи знову обраний депутатом на виборах 1877 р., Карно в серпні 1878 р. був призначений товаришем міністра публічних робіт, а у вересні 1880 отримав портфель цього міністерства в кабінеті Феррі і зберігав його до листопада 1881 У 1883 р. Карно обраний головою бюджетної комісії, в 1883—1885 рр. палата обирала його одним з віце-президентів. При утворенні в квітня 1885 р. кабінету Бріссона Карно довірено портфель міністерства публічних робіт, але незабаром йому довелося замінити Кламажерана на посаді міністра фінансів, який він зберіг і в наступному кабінеті, Фрейсіне. Бездоганно чесний, прямий і щирий, Карно всупереч прикладу своїх попередників не зупинився перед зображенням істинного стану фінансів, відкрито заявив про дефіцит і про необхідність покриття його частиною шляхом заощаджень, частиною при посередництві позики. Однак складений Карно бюджет на 1887 зустрів сильні заперечення і не був затверджений палатою, внаслідок чого Карно вийшов у відставку, але це нітрохи не похитнуло високого положення Карно в очах республіканської більшості, яке, цінуючи прямоту і твердість його, не сповільнило знову обрати його головою бюджетної комісії.